# Malicorne-sur-Sarthe
Pour les articles homonymes, voir Malicorne.
Malicorne-sur-Sarthe est une commune française, située dans la région Pays de la Loire, dans le département de la Sarthe et est l'ancien chef-lieu du canton de Malicorne-sur-Sarthe, rattachée depuis 2015 à celui de la Suze-sur-Sarthe. Elle est peuplée de 1 881 habitants (les Malicornais).
Elle est particulièrement connue pour ses faïences et titulaire du label Ville et Métiers d'Art.
La commune fait partie de la province historique du Maine, et se situe dans le Haut-Maine (Maine blanc).

## Géographie
La commune est au sud-ouest du Haut-Maine, aux portes du Maine angevin, sur la rive sud de la Sarthe. Son bourg est à 16 km au nord de La Flèche, à 19 km à l'est de Sablé-sur-Sarthe et à 32 km au sud-ouest du Mans.
| Dureil           | Noyen-sur-Sarthe     | Saint-Jean-du-Bois (sur quelques mètres), Mézeray |
| Parcé-sur-Sarthe | Malicorne-sur-Sarthe | Mézeray                                           |
| Arthezé          | Arthezé, Bousse      | Courcelles-la-Forêt                               |

### Climat
Pour des articles plus généraux, voir Climat des Pays de la Loire et Climat de la Sarthe.
En 2010, le climat de la commune est de type climat océanique altéré, selon une étude du CNRS s'appuyant sur une série de données couvrant la période 1971-2000. En 2020, Météo-France publie une typologie des climats de la France métropolitaine dans laquelle la commune est exposée à un climat océanique et est dans la région climatique  Moyenne vallée de la Loire, caractérisée par une bonne insolation (1 850 h/an) et un été peu pluvieux. 
Pour la période 1971-2000, la température annuelle moyenne est de 11,5 °C, avec une amplitude thermique annuelle de 14,4 °C. Le cumul annuel moyen de précipitations est de 688 mm, avec 11,4 jours de précipitations en janvier et 6,4 jours en juillet. Pour la période 1991-2020, la température moyenne annuelle observée sur la station météorologique de Météo-France la plus proche, sur la commune de Luché-Pringé à 17 km à vol d'oiseau, est de 12,4 °C et le cumul annuel moyen de précipitations est de 658,2 mm,. Pour l'avenir, les paramètres climatiques de la commune estimés pour 2050 selon différents scénarios d'émission de gaz à effet de serre sont consultables sur un site dédié publié par Météo-France en novembre 2022.

## Urbanisme

### Typologie
Au 1er janvier 2024, Malicorne-sur-Sarthe est catégorisée bourg rural, selon la nouvelle grille communale de densité à sept niveaux définie par l'Insee en 2022.
Elle est située hors unité urbaine. Par ailleurs la commune fait partie de l'aire d'attraction de Sablé-sur-Sarthe, dont elle est une commune de la couronne,. Cette aire, qui regroupe 39 communes, est catégorisée dans les aires de moins de 50 000 habitants,.

### Occupation des sols
L'occupation des sols de la commune, telle qu'elle ressort de la base de données européenne d’occupation biophysique des sols Corine Land Cover (CLC), est marquée par l'importance des territoires agricoles (63,2 % en 2018), une proportion sensiblement équivalente à celle de 1990 (63,7 %). La répartition détaillée en 2018 est la suivante :
prairies (27,7 %), forêts (26,6 %), terres arables (23,6 %), zones agricoles hétérogènes (12 %), zones urbanisées (8,1 %), espaces verts artificialisés, non agricoles (2,1 %). L'évolution de l’occupation des sols de la commune et de ses infrastructures peut être observée sur les différentes représentations cartographiques du territoire : la carte de Cassini (XVIIIe siècle), la carte d'état-major (1820-1866) et les cartes ou photos aériennes de l'IGN pour la période actuelle (1950 à aujourd'hui).

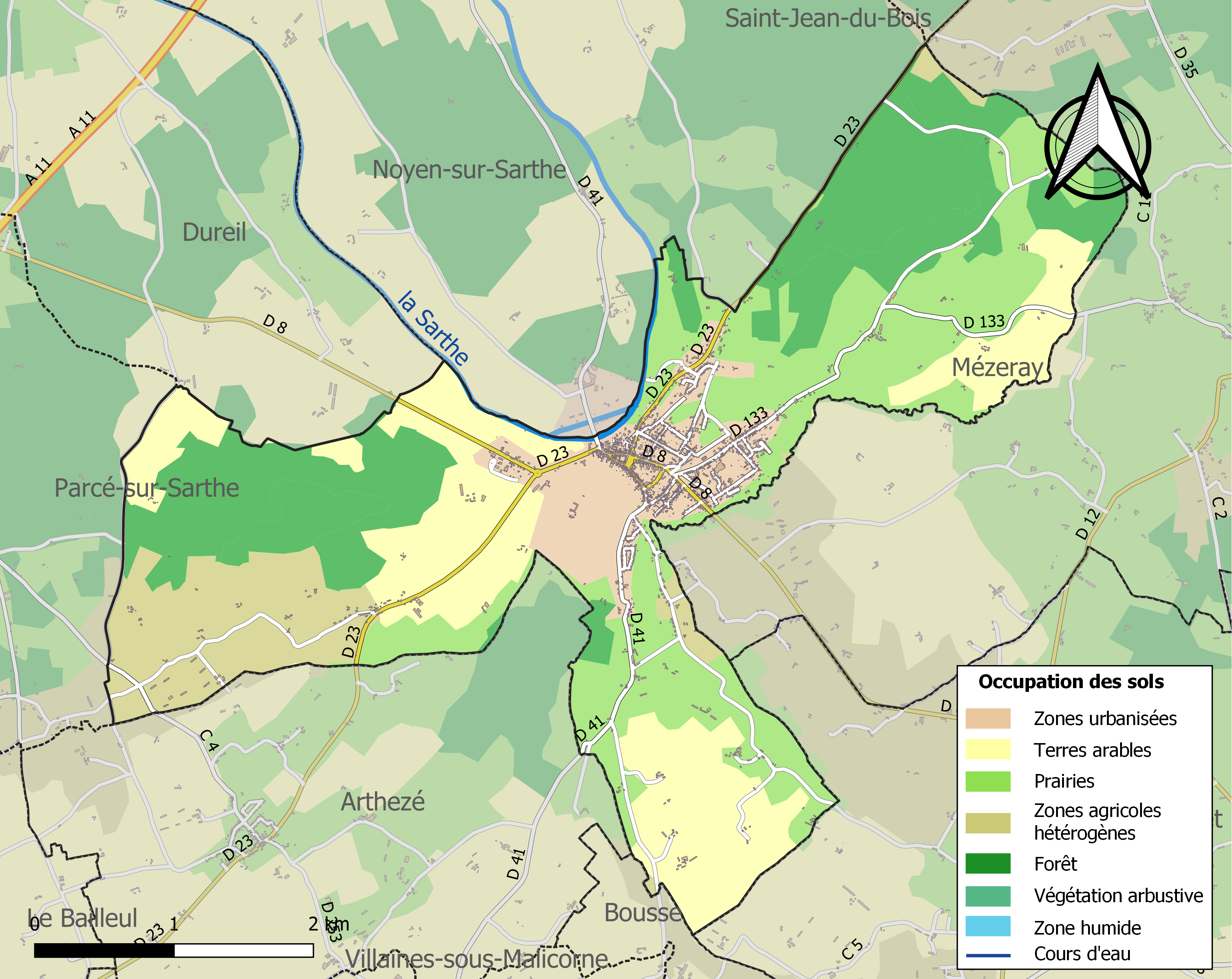
Carte des infrastructures et de l'occupation des sols de la commune en 2018 (CLC).

## Toponymie
Le toponyme est attesté sous les formes Malocornu vers 1050, Malecornant vers 1050, Malicorni en 1080-1081. Il est issu d'une expression en ancien français, « mal y corne », qui était utilisée pour décrier une bâtisse (moulin, château…), pour signifier soit qu'elle était mal en point, soit que l'on y était mal reçu.
En 1933, Malicorne prend le nom de Malicorne-sur-Sarthe. La rivière borde le territoire au nord.

## Histoire

### Moyen Âge
Un château, édifié au début du XIe siècle, au temps du comte d'Anjou Foulque Nerra, s'élevait au bord de la Sarthe, dont il surveillait la navigation. Cette forteresse servit d'abord pour protéger l'Anjou avant d'avoir pour rôle de garder les portes entre Anjou et Maine.

### Epoque moderne
Malicorne faisait partie de la sénéchaussée angevine de La Flèche et de l'ancienne province d'Anjou. Sous l'Ancien Régime et jusqu'à la Révolution française, Malicorne dépendait du pays d'élection de La Flèche.
Au XVIIe siècle, la marquise de Sévigné y rendait visite à la marquise de Lavardin.
Au XVIIIe siècle, le château appartint notamment au duc de Choiseul. 

#### La faïence de Malicorne
À partir de la fin du XVIIIe siècle, Malicorne développa une intense activité faïencière avec plusieurs manufactures renommées, dont la première est fondée en 1747. Cet ensemble industriel composé à l'origine de 2 ou 3 bâtiments artisanaux, se manifesta, à cette époque et postérieurement à sa création, comme étant « le plus grand centre de céramique sarthois ».

### Epoque contemporaine
Lors de la Révolution française, la commune fut, comme toutes celles de la sénéchaussée de La Flèche, rattachée au nouveau département de la Sarthe. En 1801, lors du Concordat, la paroisse fut détachée du diocèse d'Angers pour celui du Mans.
Vers le milieu du XIXe siècle, en parallèle de la fabrication d'objets en faïence, le pôle manufacturier malicornais se diversifia et s'orienta dans un second secteur d'activité. Il ouvre ainsi les portes de deux nouveaux ateliers, l'un situé au lieu-dit des « Sablons » l'autre sur celui de « Chardon », et destinés à la confection de poteries en grès.

## Politique et administration
| Période                                  | Période   | Identité       | Étiquette | Qualité             |
| ---------------------------------------- | --------- | -------------- | --------- | ------------------- |
| 1989                                     | mars 2008 | Alain Davaze   | DVG       |                     |
| mars 2008                                | 2008      | Xavier Lepec   | PS        | Cadre en préfecture |
| 2008                                     | 2014      | Xavier Mazerat | SE        | Cadre commercial    |
| 2014                                     | En cours  | Carole Roger   | DVG       | Cadre administratif |
| Les données manquantes sont à compléter. |           |                |           |                     |

Xavier Lepec fut déchu de ses fonctions de maire de Malicorne-sur-Sarthe à la suite d'un combat juridique avec le maire sortant et non réélu, Alain Davaze. En effet, après les élections municipales de 2008 et l'élection de Xavier Lepec, Alain Davaze a déposé un recours au motif que le nouveau maire ne pouvait pas prétendre à la fonction d'élu du fait de ses fonctions de chef de service à la préfecture. Le tribunal administratif de Nantes a statué en faveur du recours d'Alain Davaze. Les Malicornais ont dû revoter et Xavier Mazerat fut élu maire par le nouveau conseil municipal. Xavier Lepec n'était autre que le premier adjoint d'Alain Davaze pendant de longues années.
Le conseil municipal est composé de dix-neuf membres dont le maire et cinq adjoints.

## Démographie
L'évolution du nombre d'habitants est connue à travers les recensements de la population effectués dans la commune depuis 1793. Pour les communes de moins de 10 000 habitants, une enquête de recensement portant sur toute la population est réalisée tous les cinq ans, les populations de référence des années intermédiaires étant quant à elles estimées par interpolation ou extrapolation. Pour la commune, le premier recensement exhaustif entrant dans le cadre du nouveau dispositif a été réalisé en 2004.
En 2022, la commune comptait 1 881 habitants, en évolution de −1,83 % par rapport à 2016 (Sarthe : −0,25 %, France hors Mayotte : +2,11 %).
| 1793  | 1800  | 1806  | 1821  | 1831  | 1836  | 1841  | 1846  | 1851  |
| ----- | ----- | ----- | ----- | ----- | ----- | ----- | ----- | ----- |
| 1 008 | 1 023 | 1 067 | 1 032 | 1 094 | 1 165 | 1 250 | 1 308 | 1 500 |

| 1856  | 1861  | 1866  | 1872  | 1876  | 1881  | 1886  | 1891  | 1896  |
| ----- | ----- | ----- | ----- | ----- | ----- | ----- | ----- | ----- |
| 1 541 | 1 421 | 1 509 | 1 438 | 1 507 | 1 515 | 1 527 | 1 454 | 1 389 |

| 1901  | 1906  | 1911  | 1921  | 1926  | 1931  | 1936  | 1946  | 1954  |
| ----- | ----- | ----- | ----- | ----- | ----- | ----- | ----- | ----- |
| 1 541 | 1 619 | 1 648 | 1 521 | 1 559 | 1 799 | 1 767 | 1 752 | 1 727 |

| 1962  | 1968  | 1975  | 1982  | 1990  | 1999  | 2004  | 2006  | 2009  |
| ----- | ----- | ----- | ----- | ----- | ----- | ----- | ----- | ----- |
| 1 762 | 1 795 | 1 732 | 1 769 | 1 659 | 1 686 | 1 878 | 1 933 | 1 962 |

| 2014  | 2019  | 2022  | - | - | - | - | - | - |
| ----- | ----- | ----- | - | - | - | - | - | - |
| 1 915 | 1 884 | 1 881 | - | - | - | - | - | - |

## Économie et tourisme
- Camping municipal de trois étoiles.
- La Sarthe qui traverse la commune est propice au tourisme fluvial.
- L'activité de la faïence et le musée Espace faïence développent également le tourisme dans la commune.

## Culture locale et patrimoine

### Lieux et monuments
- Église Saint-Sylvestre du XIe siècle, classée au titre des Monuments historiques[27]. Le tombeau, du XVe siècle, d'un seigneur de Malicorne, de la famille de Chaources (ou de Sourches), un retable du XVIIe siècle, deux sculptures en terre cuite dont une pietà du XVIe siècle et quelques autres œuvres sont classés au titre d'objets[28].
- Château de Malicorne-sur-Sarthe du XVIIIe siècle, (visitable du 1er juillet au 31 août), inscrit au titre des Monuments historiques[29]. D'architecture du XVIIIe siècle, avec toitures de type Mansart, il renferme un christ en croix, classé monument historique au titre d'objet[30].
- Espace Faïence de Malicorne, musée consacré aux collections de faïence de Malicorne.
- Moulin à couleurs du XVIIIe siècle, et deux moulins à farine de 1831[31].
- Chapelle Notre-Dame de Chiloup, édifiée en 1697, par le tailleur de pierre Jean Martin. Elle est lieu de conjuration des mauvais sorts pendant la Révolution, puis lieu de pèlerinage, le lundi de Pâques, jusqu'au milieu du XXe siècle[32].

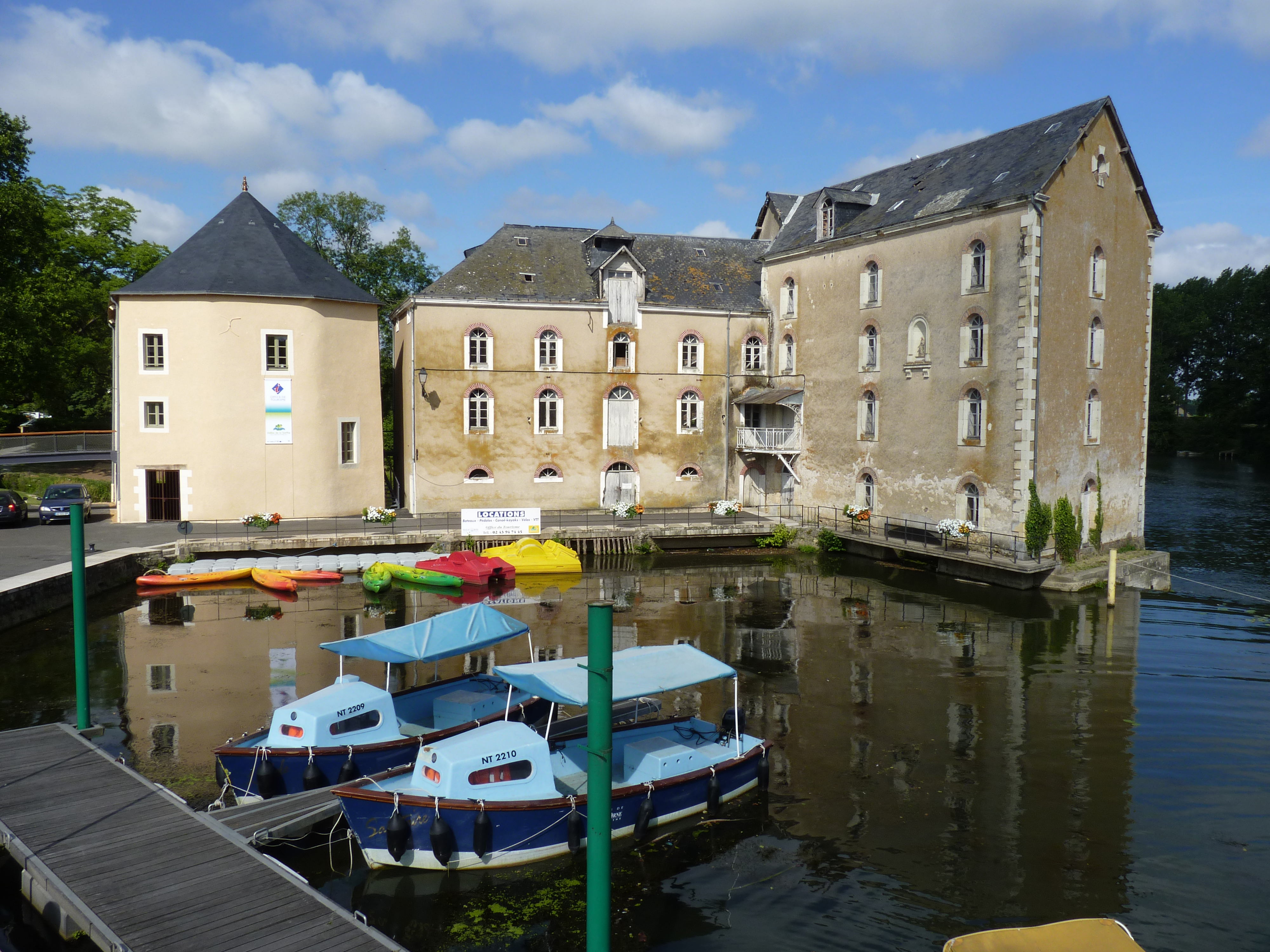
L'office du tourisme à gauche et l'ancien moulin à droite.
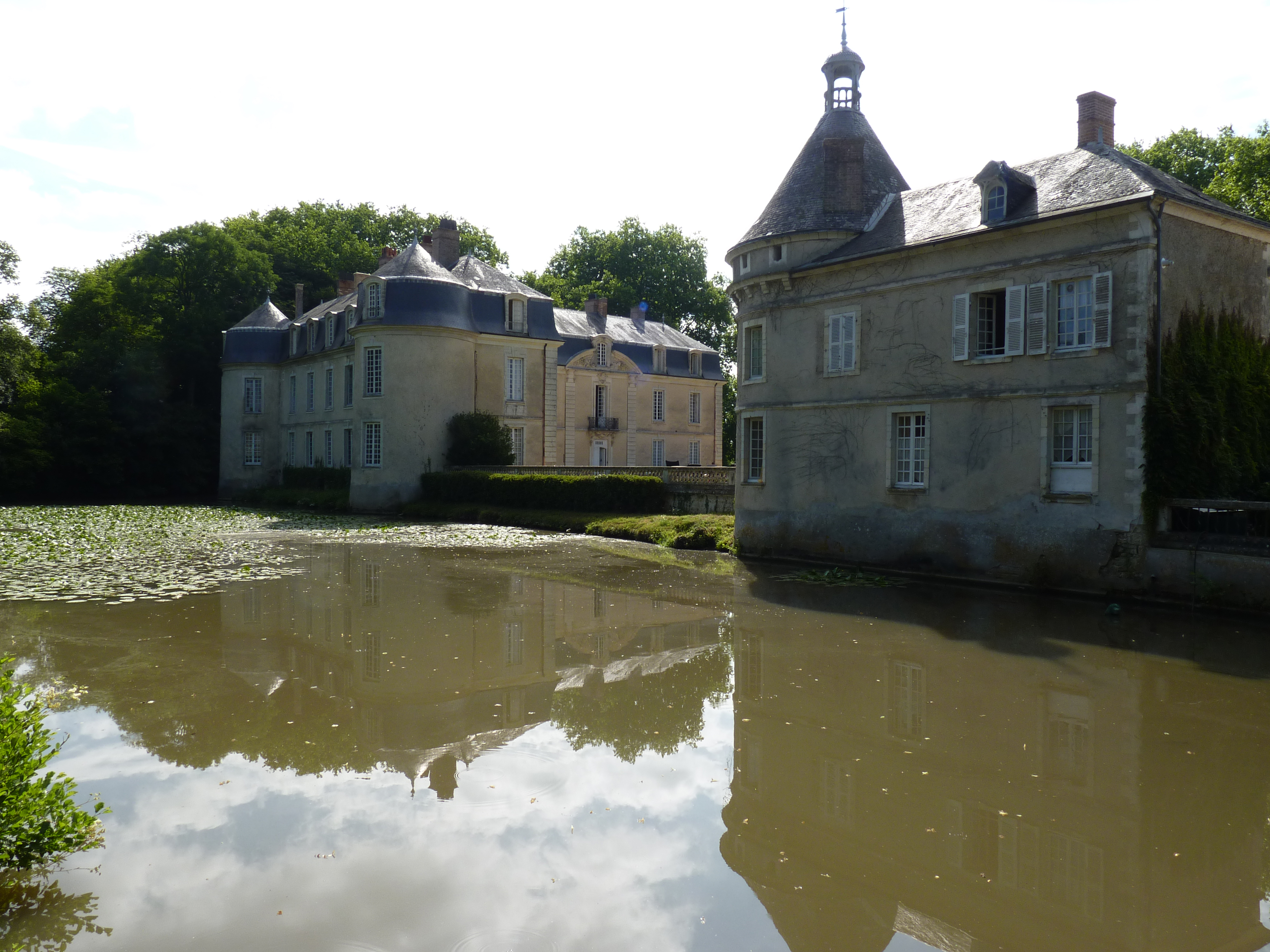
Le château de Malicorne.
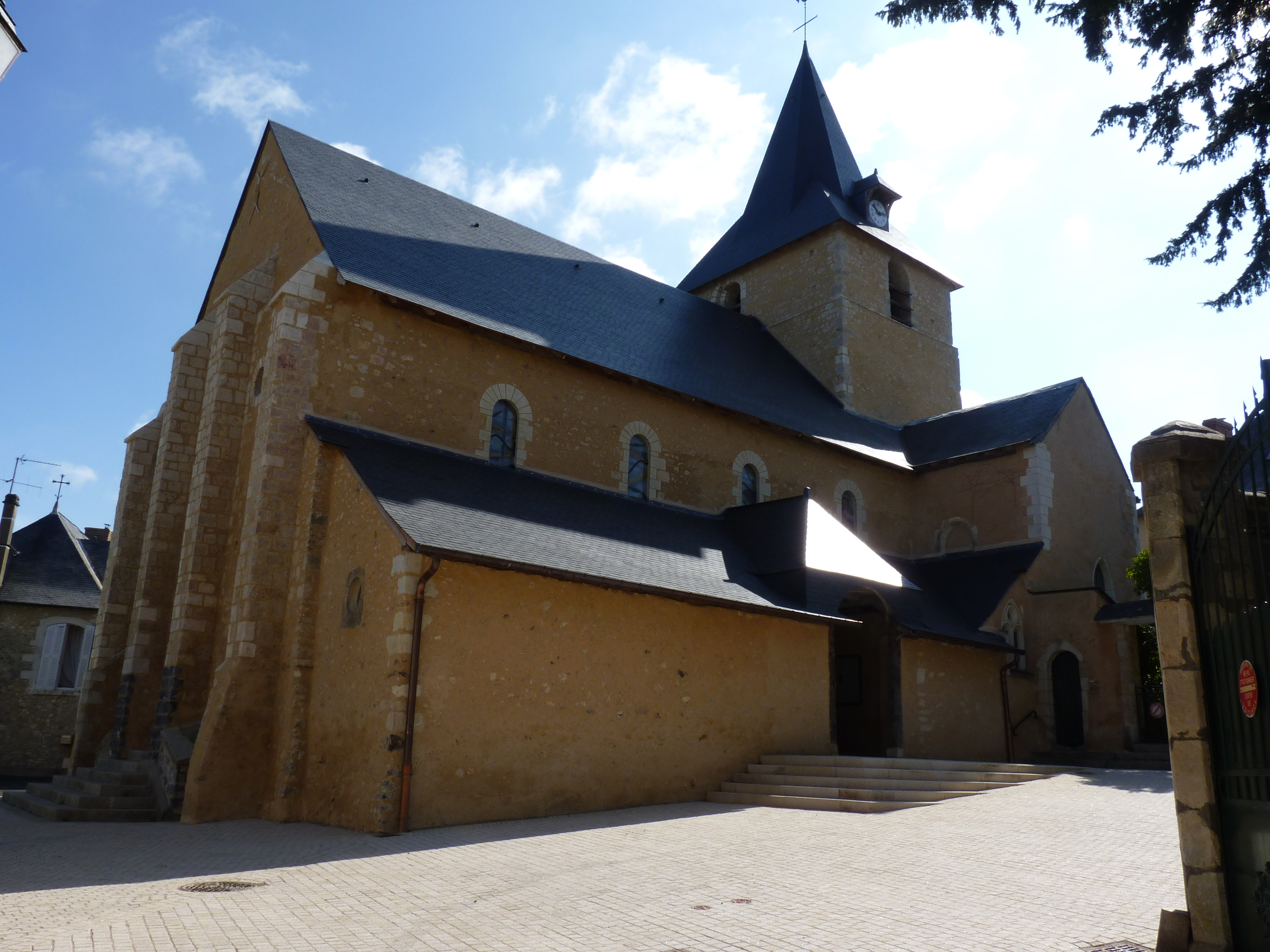
L'église Saint-Sylvestre.
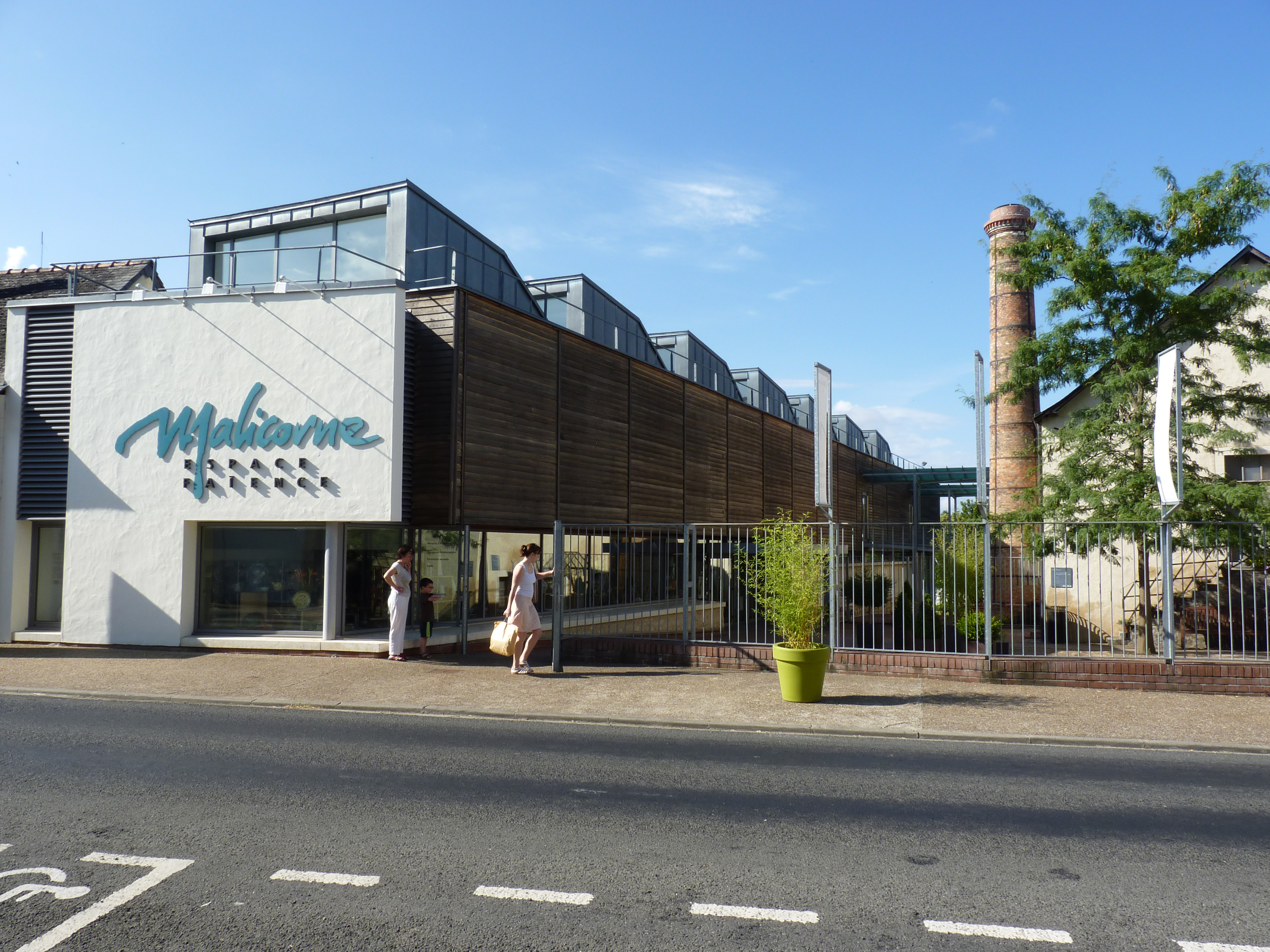
Le musée Espace Faïence.
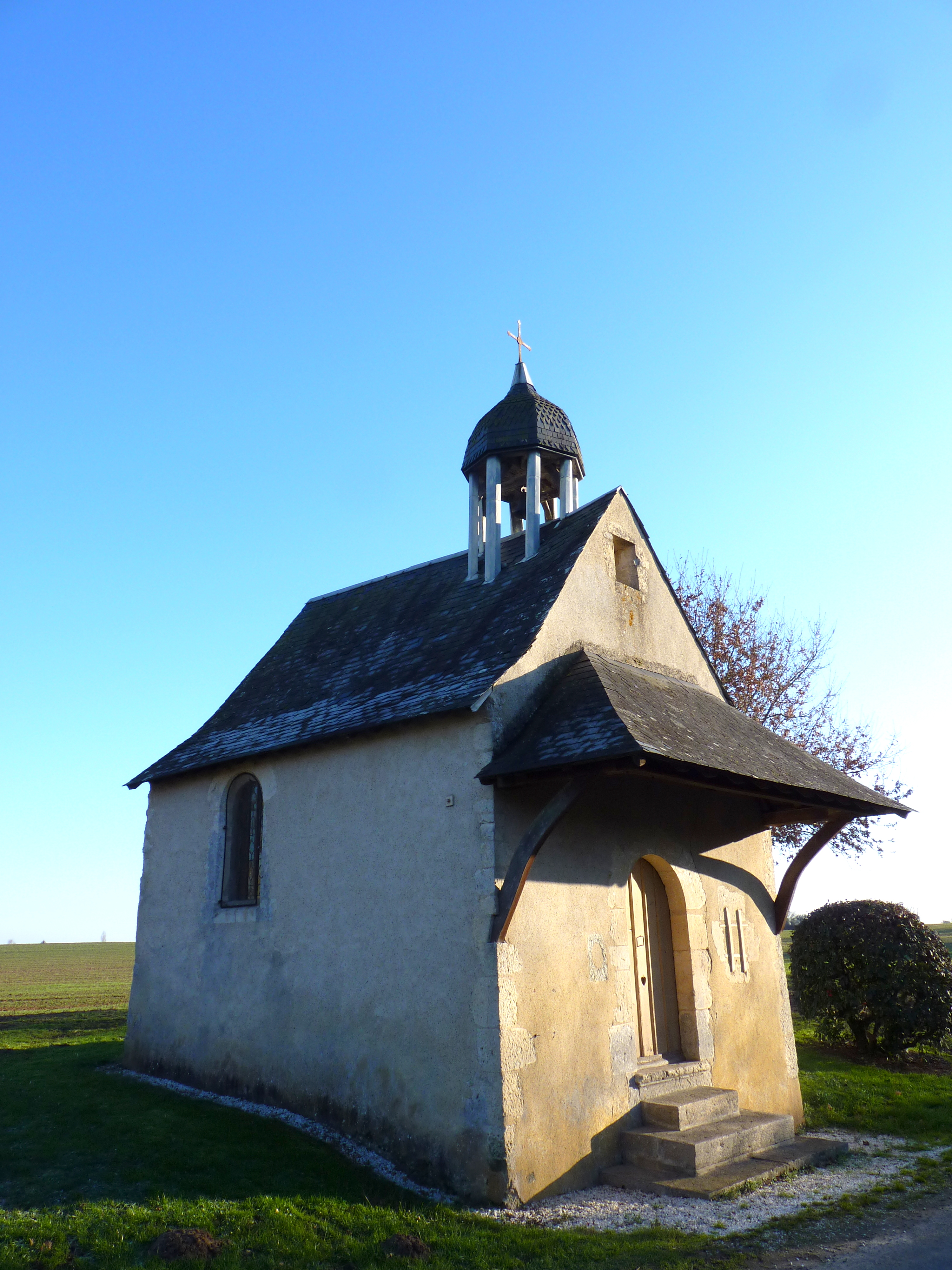
La chapelle Notre-Dame-de-Chiloup.

### Activité, labels et manifestations

#### Labels
La commune est reconnue « ville et métiers d'art »[réf. nécessaire].

### Sports
Le Sporting club malicornais fait évoluer deux équipes de football en divisions de district.
Autres sports
- Association sportive de tennis.
- Section cyclotourisme du SC malicornais.
- Basket Club malicornais.
- L'Union : boule de fort.
- Pétanque Club du Canal.

### Manifestations
C'est dans l'imposant château du village que venaient loger les grands du royaume, dont Madame de Sévigné, pour fuir le tumulte parisien. À la même époque, le village, établi sur des carrières d'argile, décida de tirer profit de cette richesse et créa l'un des plus grands ateliers de production de faïences français. Les artisans ont d'ailleurs mis au point la technique particulière de l'ajouré qui consiste à découper avant cuisson des motifs dans la paroi. Un moulin du XVIIIe siècle servait même à broyer des pigments naturels pour fabriquer des émaux. Aujourd'hui, Malicorne prolonge son histoire artistique. À l'initiative de la municipalité et de l'association l'Atelier des Houlaies, la commune organise chaque mois d'octobre une manifestation qui donne l'occasion aux peintres et sculpteurs d'exposer chez des commerçants mais aussi dans divers lieux emblématiques du village. En 2011, pour sa troisième édition, le festival a accueilli 130 artistes. Un échange qui permet de créer du lien, mais qui est également une source d'inspiration pour les nouveaux faïenciers.

### Personnalités liées
- Félix de Chourses (aussi orthographié Choursses, ou Sourches, mais jamais Chaource). Seigneur de Chéméré et de Malicorne. Époux de Madeleine (de) Baïf, nièce de Lazare de Baïf (+1547) célèbre poète de la Renaissance.
- Marguerite de Chourses. Fille des précédents. Elle épouse en 1545 Charles de Beaumanoir, seigneur de Lavardin (+1572). Mère du maréchal de France Jean de Beaumanoir, marquis de Lavardin (1551+1614).
- Catherine de Chourses (+1607). Abbesse du Pré au diocèse du Mans (1550-1607). Elle sauve la production littéraire de son grand-oncle Baïf.
- Jehanne de Chourses. Elle épouse avant 1564 Gallois Le Bailleul, seigneur de Longpont, noble possessionné en Hurepoix, puis en 1568 Etienne Du Breuil. Conseiller en parlement de Paris (1573-1574), il résigne sa charge pour devenir maître des Requêtes ordinaire de l'Hôtel du Roi (1583). Il accompagne Henri de Navarre lors de la réduction de la ville de Rouen. En 1596, Henri IV l'humilie devant le grand écuyer après lui avoir demandé une première fois de se retirer[35]. Acquéreur des fiefs qui formeront La Brosse-Montceaux, près de Montereau-fault-Yonne, où il bâtira un château. Poursuivi par des créanciers en 1618.
- Jehan de Chourses. Frère des précédentes. Seigneur de Malicorne (1583) et autres lieux. Capitaine de 50 hommes d'armes de la compagnie d'ordonnance (1560-1583). Commande la cavalerie à la bataille de Moncontour gagnée par le futur Henri III en 1569. Chevalier de l'Ordre du Saint-Esprit dès la première promotion du 31 décembre 1578. Chevalier des ordres du Roi et conseiller au Conseil d'État et Privé en 1583. Gouverneur du Poitou de 1585 à 1603 à la suite de son beau-père. Il épouse en 1578 Françoise de Daillon. Il décède sans descendance le 30 octobre 1609.
- L'acteur français Maurice Barrier (1932-2020) y est né[36].

### Héraldique
| Armes de Malicorne-sur-Sarthe | Les armes de la commune de Malicorne-sur-Sarthe se blasonnent ainsi : De sable à trois poissons d'argent, l'un au-dessus de l'autre ; mantelé d'argent à cinq fasces de gueules. |

## Dans la culture populaire
- Le groupe français de musique folk Malicorne tient son nom de Malicorne-sur-Sarthe : c'est en se rendant en Bretagne pour donner un concert au festival de Kertalg fin juillet 1973 que le couple fondateur Gabriel et Marie Yacoub ainsi que Hughes de Courson, lui-même futur membre fondateur (et producteur) du groupe, ont été amenés à passer par hasard à Malicorne-sur-Sarthe. Hughes de Courson eut l'idée de retenir ce nom pour le groupe encore en gestation[37]. Malicorne sera officiellement formé le 5 septembre 1973[38].